# Ancylotrypa decorata
Ancylotrypa decorata is een spinnensoort uit de familie Cyrtaucheniidae. De soort komt voor in Congo.